# George Pickens
George Malik Pickens Jr. (nascido em 4 de março de 2001) é um wide receiver de futebol americano dos Dallas Cowboys da National Football League (NFL). Ele jogou futebol americano universitário no time da Universidade da Geórgia e foi selecionado pelos Steelers na segunda rodada do Draft da NFL de 2022.Em 2025, ele foi trocado para os Dallas Cowboys

## Primeiros anos
Pickens frequentou a Hoover High School em Hoover, Alabama. Em seu último ano, ele teve 69 recepções para 1.368 jardas e 16 touchdowns. Ele jogou no Under Armour All-American Game 2019. Um recruta de cinco estrelas, ele originalmente assinou com a Universidade de Auburn para jogar futebol americano universitário antes de se mudar para a Universidade da Geórgia.

## Carreira universitária
Pickens ganhou tempo de jogo imediatamente em seu primeiro ano na Geórgia em 2019, liderando a equipe em recepções (49), jardas recebidas (727) e touchdowns recebidos (8). Na temporada seguinte, Pickens recebeu 36 passes para 513 jardas e 6 touchdowns -- líder da equipe nesse fundamento -- em uma temporada de 8 jogos encurtada pela pandemia do COVID-19. Na primavera de 2021, Pickens rompeu o ligamento cruzado anterior, fazendo com que ele perdesse a maior parte de sua temporada júnior. Ele voltou a jogar nos últimos quatro jogos do ano, recebendo apenas 5 passes, mas registrou uma recepção de 52 jardas na vitória da Geórgia sobre o Alabama no jogo Campeonato Nacional de Futebol Universitário de 2022. Pickens candidatou-se para o Draft da NFL de 2022 após a temporada.
| Ano      | GP | Rec | Jardas | TDs |
| -------- | -- | --- | ------ | --- |
| 2019     | 12 | 49  | 727    | 8   |
| 2020     | 8  | 36  | 513    | 6   |
| 2021     | 4  | 5   | 107    | 0   |
| Carreira | 24 | 90  | 1.347  | 14  |

## Carreira profissional
Predefinição:NFL predraft
| Altura | Peso  | Comprimento do braço | Palmo | 40 jardas | 10 jardas | 20 jardas | Salto vertical | Salto em distância |
| ------ | ----- | -------------------- | ----- | --------- | --------- | --------- | -------------- | ------------------ |
| 1,91 m | 88 kg | 82 cm                | 22 cm | 4.47s     | 1.5s      | 2.57s     | 88 cm          | 3,18 m             |

Pickens foi selecionado pelo Pittsburgh Steelers na segunda rodada (52ª geral) do Draft de 2022 da NFL.